# Maria Carta
Maria Carta (* 24. Juni 1934 in Siligo (Provinz Sassari); † 22. September 1994 in Rom) war eine italienische Schauspielerin und Sängerin.

## Leben
Maria Carta war in erster Linie Sängerin und Liedermacherin von Musik aus Sardinien. Ihre Lieder sang sie hauptsächlich in sardischer Sprache.
Als Schauspielerin trat sie in neun Filmen auf. Ihr Schauspieldebüt gab sie 1974 in Francis Ford Coppolas Der Pate – Teil II. 1977 spielte sie die Martha in Franco Zeffirellis Jesus von Nazareth. Abgesehen von diesen beiden großen Produktionen wirkte sie in kleinen Fernsehrollen mit. Bei dem schweizerischen/französischen Film Derborence von 1985 trat sie nicht nur als Schauspielerin in Erscheinung, sondern komponierte auch die Filmmusik. 
Im Laufe ihrer 25-jährigen Karriere überarbeitete sie die traditionelle sardische Musik (Wiegenlieder, Gosos, gregorianischer Gesang usw.), denen sie oft eine moderne Fassung gab. Sie machte sardische Volksmusik besonders aufgrund ihrer Teilnahme an Fernsehsendungen vor allem in Italien (Canzonissima, 1974), Frankreich und in den Vereinigten Staaten bekannt.
Carta lebte lange in Rom, wo sie von 1976 bis 1981 Stadträtin für die Kommunistische Partei Italiens war. 
In den letzten Jahren ihres Lebens war sie an der Universität Bologna tätig, wo sie Seminare leitete und Studenten beim Schreiben ihrer Abschlussarbeiten betreute. 
Ihr letztes Konzert gab Carta im Juni 1994 in Toulouse. Sie starb im September desselben Jahres im Alter von 60 Jahren in Rom an Krebs.

## Filmografie (Auswahl)
- 1976: Die Macht und ihr Preis (Cadaveri eccellenti)

## Ehrungen
- 1985 wurde ihr der Preis Targa Tenco für Volksmusik zuerkannt.
- 1991 nominierte sie Republikspräsident Francesco Cossiga zum „Commendatore della Repubblica“ (Ehrentitel der italienischen Republik, eine Stufe über dem „Cavaliere“ / Ritter).